# Илунга, Эрита
Эрита Н'Конголо Илунга(фр. Hérita N'Kongolo Ilunga; 25 февраля 1982, Киншаса, Заир) — конголезский футболист, защитник.

## Карьера

### Клубная
Эрита Илунга начал карьеру профессионального футболиста во Франции. С 1999 по 2002 год защитник находился в расположении «Ренна», но не сыграл ни одного матча за основной состав. Сезон 2002/03 Илунга провёл в испанском «Эспаньоле», где также выступал лишь за вторую команду клуба.
С 2003 по 2007 год защитник выступал за «Сент-Этьен». Дебютировал в команде 2 августа 2003 года в матче Лиги 2 против «Шатору».
По итогам сезона 2003/04 «Сент-Этьен» вернулся в Лигу 1 и в матче с «Монако», сыгранном 7 августа 2004 года, Эрита Илунга впервые сыграл в высшем дивизионе Франции.
22 сентября 2004 года африканец открыл счёт своим голам за «зелёных», поразив ворота Фабьена Коля из «Осера». В 2005 году Илунга провёл 4 матча в кубке Интертото За 4 сезона в «Сент-Этьене» защитник сыграл за команду в различных турнирах 167 матчей и забил 2 гола.
Летом 2007 года Эрита Илунга перешёл в «Тулузу». Сыграл первый матч за команду 4 августа 2007 года (против «Валансьена»). 28 августа того же года конголезец сыграл в отборочном матче Лиги чемпионов с «Ливерпулем»,
а после поражения от английского клуба провёл 6 матчей в кубке УЕФА. Перед началом следующего сезона защитник был отдан в аренду клубу Английской Премьер-лиги «Вест Хэм Юнайтед».
 Илунга дебютировал в команде 25 февраля 2007 года в матче с «Вест Бромвич Альбион».
В первом же своём матче в кубке Англии, состоявшемся 3 января 2009 года, защитник забил гол в ворота «Барнсли» и сделал голевую передачу на Карлтона Коула
.
По окончании сезона «молотобойцы» выкупили трансфер игрока.
За «Вест Хэм» Эрита Илунга выступал ещё 2 сезона, после чего был отдан в аренду в клуб чемпионшипа «Донкастер Роверс» сроком на полгода. Провёл первый матч за новый клуб 14 октября 2011 года против «Лидс Юнайтед»
.
В январе 2012 года защитник подписал контракт с «Донкастером», но покинул команду по окончании сезона, отыграв в его второй половине лишь 4 матча.
Следующим клубом в карьере футболиста стал «Ренн». За «красно-чёрных» Илунга впервые сыграл 2 февраля 2013 года в матче Лиги 1 с «Лорьяном»
.
В дальнейшем Илунга сыграл ещё 4 матча за «Ренн» и покинул команду летом 2013 года.

### В сборной
Эрита Илунга с 2003 по 2011 год выступал за сборную ДР Конго. В составе команды защитник был участником Кубков африканских наций в 2004 (провёл 3 матча) и 2006 (4 матча) годах. 1 июня 2008 года в матче отборочного турнира к чемпионату мира—2010 против Египта защитник забил единственный в карьере гол за национальную сборную
.